# 紅野謙介
紅野 謙介（こうの けんすけ、1956年3月9日 - ）は、日本近代文学研究者。日本大学文理学部特任教授、元・同教授、学部長。

## 略歴
東京生まれ。父は早稲田大学名誉教授・紅野敏郎。妻は早稲田大学教育学部教授の金井景子。
早稲田大学高等学院から早稲田大学文学部に進み、同大学院中退。大学院生時代から麻布高等学校の国語科教諭をつとめ、のち日本大学文理学部専任講師、助教授、教授。

## 人物
- 大学時代には早大シネマ研究会に属し、映画監督の山川直人や女優の室井滋らを輩出した黄金期をつくった初期メンバー。Japanese Movie Databaseなどでは山川監督の短篇映画「A子のカラス」で室井滋と共演したことが記録されている。
- 日本近代文学会評議員をへて、2006年からは理事。
- 2007年からは河上肇賞（藤原書店）の選考委員もつとめている。
- 2010年『検閲と文学』でやまなし文学賞受賞。

## 著書

### 単著
- 『書物の近代 メディアの文学史』（筑摩書房〈ちくまライブラリー〉、1992／ちくま学芸文庫、1999）
- 『投機としての文学 活字・懸賞・メディア』（新曜社、2003）
- 『検閲と文学』（河出書房新社〈河出ブックス〉、2009）
- 『物語岩波書店百年史（1） 「教養」の誕生』（岩波書店、2013）
- 『国語教育の危機--大学入学共通テストと新学習指導要領』（筑摩書房〈ちくま新書〉、2018）
- 『国語教育--混迷する改革』（ちくま新書、2020）
- 『職業としての大学人』（文学通信、2022)
- 『ことばの教育　日本語で読み、書き、考える』（青土社、2023）

### 共編
- （金井景子、川口晴美、朴裕河編）『女子高生のための文章図鑑』筑摩書房、1992
- （金井景子、川口晴美、材木谷敦編）『男子高生のための文章図鑑』筑摩書房、1993
- （小森陽一、高橋修編）『メディア・表象・イデオロギー』（小沢書店、1997）
- （川崎賢子、寺田博編）『戦後占領期短篇小説コレクション』（全7巻、藤原書店、2007）
- 『文学の再生へ 野間宏から現代を読む』富岡幸一郎共編（藤原書店、2015）
- 『川端康成スタディーズ 21世紀に読み継ぐために』坂井セシル・十重田裕一・マイケル・ボーダッシュ・和田博文共編（笠間書院、2016）
- 『尾崎士郎短篇集』編（岩波文庫。2016）
- （植田康夫・十重田裕一共編）『岩波茂雄文集』（全3巻、岩波書店、2017）
- 『徳田秋聲 21世紀日本文学ガイドブック6』ひつじ書房、2017
- 『どうする？どうなる？これからの「国語」教育:大学入学共通テストと新学習指導要領をめぐる12の提言』幻戯書房、2019
- 『〈戦後文学〉の現在形』内藤千珠子、成田龍一共編（平凡社、2020）